# Фарсі-Джан (Марказі)
Фарсі-Джан (перс. فارسيجان) — село в Ірані, у дегестані Сарук, у бахші Сарук, шагрестані Фараган остану Марказі. За даними перепису 2006 року, його населення становило 391 особу, що проживали у складі 122 сімей.

## Клімат
Середня річна температура становить 12,75°C, середня максимальна – 32,19°C, а середня мінімальна – -11,27°C. Середня річна кількість опадів – 270 мм.
| Клімат поселення                              | Клімат поселення | Клімат поселення | Клімат поселення | Клімат поселення | Клімат поселення | Клімат поселення | Клімат поселення | Клімат поселення | Клімат поселення | Клімат поселення | Клімат поселення | Клімат поселення | Клімат поселення |
| Показник                                      | Січ.             | Лют.             | Бер.             | Квіт.            | Трав.            | Черв.            | Лип.             | Серп.            | Вер.             | Жовт.            | Лист.            | Груд.            |                  |
| Середній максимум, °C                         | 7,68             | 10,80            | 16,14            | 21,43            | 25,66            | 32,19            | 32,19            | 31,06            | 26,88            | 21,56            | 14,75            | 8,41             |                  |
| Середня температура, °C                       | −1,8             | 1,31             | 6,66             | 11,96            | 16,18            | 22,71            | 25,70            | 24,57            | 20,42            | 15,07            | 8,25             | 1,92             |                  |
| Середній мінімум, °C                          | −11,27           | −8,16            | −2,81            | 2,47             | 6,70             | 13,22            | 19,22            | 18,10            | 13,93            | 8,60             | 1,78             | −4,56            |                  |
| Норма опадів, мм                              | 39               | 36               | 48               | 35               | 30               | 5                | 1                | 1                | 0                | 9                | 26               | 40               |                  |
| Середньомісячна швидкість вітру, м/с          | 1.94             | 2.09             | 2.67             | 3.01             | 2.74             | 2.54             | 2.64             | 2.51             | 2.29             | 2.10             | 1.91             | 1.41             |                  |
| Середньомісячна сонячна радіація, кДж/м²·день | 9019             | 12417            | 14845            | 18256            | 22266            | 26849            | 25936            | 23978            | 20923            | 15493            | 10888            | 8904             |                  |
| --------------------------------------------- | ---------------- | ---------------- | ---------------- | ---------------- | ---------------- | ---------------- | ---------------- | ---------------- | ---------------- | ---------------- | ---------------- | ---------------- | ---------------- |
| Джерело:                                      |                  |                  |                  |                  |                  |                  |                  |                  |                  |                  |                  |                  |                  |